# Teresa Bochwic
Teresa Maria Bochwic z domu Rudzińska (ur. 11 września 1947 w Warszawie) – polska dziennikarka, publicystka i nauczycielka akademicka, doktor nauk humanistycznych, działaczka opozycji w okresie PRL, członkini i wiceprzewodnicząca Krajowej Rady Radiofonii i Telewizji w kadencji 2016–2022.

## Życiorys
W 1970 ukończyła studia z zakresu filozofii na Wydziale Filozoficznym Uniwersytetu Warszawskiego. W 2007, w oparciu o napisaną pod kierunkiem Andrzeja Janowskiego pracę pt. Narodziny i działalność Solidarności Oświaty i Wychowania w latach 1980–1989 (w świetle dokumentów NSZZ „Solidarność” oraz relacji jej działaczy), uzyskała stopień doktora nauk humanistycznych w zakresie pedagogiki na Akademii Pedagogiki Specjalnej im. Marii Grzegorzewskiej w Warszawie.
W latach 1977–1982 pracowała jako asystentka w Zakładzie Filozofii Instytutu Nauk Ekonomiczno-Społecznych Politechniki Warszawskiej, utraciła pracę w stanie wojennym z powodów politycznych. W latach 1976–1980 zajmowała się kolportażem wydawnictw KOR-u (w tym „Głosu”) i ROPCiO, a także publikacji Niezależnej Oficyny Wydawniczej NOWA. W latach 1979–1988 była rozpracowywana operacyjnie przez funkcjonariuszy SB.
W 1980 została członkinią „Solidarności”. We wrześniu tegoż roku założyła i została współredaktorem naczelnym przeznaczonego dla pracowników oświaty miesięcznika „Rozmowy”, wydawanego do końca 1981. Publikowała artykuły poświęcone edukacji także w „Tygodniku Solidarność” i w biuletynie „AS”. Po wprowadzeniu stanu wojennego współpracowała z redakcją i archiwum pisma „KOS”, później także z Ośrodkiem Karta i Archiwum Wschodnim „Karty”. Zajmowała się dystrybucją wydawnictw niezależnych, była także redaktorką w wydawnictwie społecznym KOS.
Jednocześnie zaczęła zawodowo pracować w mediach. W latach 1983–1986 była reportażystką w wydawanym przez Instytut Wydawniczy „Pax”  „Rodzinnym Tygodniku Katolików Zorza”, później do 1992 pełniła funkcję sekretarza redakcji dwumiesięcznika „Nowiny Psychologiczne” przy Polskim Towarzystwie Psychologicznym. Od 1989 do 1991 zatrudniona jednocześnie jako dziennikarka „Tygodnika Solidarność”, od 1993 do 1994 była zastępcą redaktora naczelnego tego pisma, w międzyczasie pełniła tę samą funkcję w krótko wydawanym dzienniku „Nowy Świat”. W latach 1993–1998 zatrudniona w biurze analiz programowych Polskiego Radia.
Pracowała także w Kancelarii Prezydenta RP Lecha Wałęsy (1991) i Kancelarii Prezesa Rady Ministrów Jerzego Buzka (1998–1999). W latach 1998–2008 wykładała w studium podyplomowym na Uniwersytecie Warszawskim, w 1999 została nauczycielem akademickim w Katedrze Zarządzania Wyższej Szkoły Przedsiębiorczości i Zarządzania w Warszawie, przekształconej następnie w Akademię Leona Koźmińskiego. Od 2006 do 2009 pełniła funkcję zastępcy dyrektora programowego w Polskim Radiu.
Członkini m.in. Stowarzyszenia Pisarzy Polskich, Stowarzyszenia Wolnego Słowa oraz Polskiego Towarzystwa Psychologicznego. W 2011 powołana w skład zarządu Stowarzyszenia Dziennikarzy Polskich, zasiadała w nim w trakcie dwóch kadencji. Była też m.in. członkinią rady programowej Polskiego Radia z rekomendacji Prawa i Sprawiedliwości. W 2010 znalazła się wśród założycieli Stowarzyszenia Polska Jest Najważniejsza, w skład którego weszła część członków warszawskiego komitetu poparcia Jarosława Kaczyńskiego w wyborach prezydenckich w tym samym roku. Wchodziła w skład Rady Etyki Mediów, z której odeszła w 2010, zarzucając REM brak obiektywizmu w jej decyzjach.
W lipcu 2016 została wybrana z rekomendacji PiS przez Senat w skład Krajowej Rady Radiofonii i Telewizji na sześcioletnią kadencję. W tym samym roku powołana na wiceprzewodniczącą tej instytucji, pełniła tę funkcję do końca kadencji w 2022.
Weszła w skład komitetu wspierającego kandydaturę Karola Nawrockiego na prezydenta RP w wyborach w 2025.

## Życie prywatne
Córka kompozytora Witolda Rudzińskiego i socjolog Anny z domu Wojciechowskiej, wnuczka przedwojennego posła Bronisława Wojciechowskiego. Zamężna z Januszem Bochwicem, z którym ma córkę Małgorzatę Bochwic-Ivanovską.

## Odznaczenia
W 2006 została odznaczona przez prezydenta Lecha Kaczyńskiego Krzyżem Kawalerskim Orderu Odrodzenia Polski. W 2016 prezydent Andrzej Duda nadał jej Krzyż Wolności i Solidarności, a w 2022 Medal Stulecia Odzyskanej Niepodległości. W 2001 została wyróżniona odznaką „Zasłużony Działacz Kultury”.

## Wybrane publikacje
- Lęk u dziecka, Państwowy Zakład Wydawnictw Lekarskich, Warszawa 1985, ISBN 83-200-0963-4.
- Walka „Solidarności” o społeczny kształt oświaty w Polsce, Wydawnictwo Społeczne KOS, Warszawa 1986, Polska Macierz Szkolna, Londyn 1988.
- Odwrotna strona medalu. Z Jarosławem Kaczyńskim rozmawia Teresa Bochwic, Oficyna Wydawnicza „Most”, Wydawnictwo Verba, Warszawa 1991, ISBN 83-85061-18-5.
- Sama z dziećmi: poradnik życiowy dla samotnych matek, Wyd. „And”, Warszawa 1994, ISBN 83-900464-6-6.
- Narodziny i działalność „Solidarności” oświaty i wychowania 1980–1989, Wyd. „Tysol”, Warszawa 2000, ISBN 83-904625-5-9.
- O moją Polskę: pamiętniki 1939–1991 (wspomnienia Anny Rudzińskiej, wstęp i oprac.), Akademickie Centrum Graficzno-Marketingowe LodArt, Warszawa 2003, ISBN 83-89003-21-X; wyd. II, Poltext, Warszawa 2011, ISBN 978-83-7561-153-3.
- III Rzeczpospolita w odcinkach, Arcana, Kraków 2005, ISBN 83-89243-23-7.
- Brylant. Opowiadania prawdziwe, Instytut Literatury, Stowarzyszenie Pisarzy Polskich Oddział Warszawa, Kraków-Warszawa 2020, ISBN 978-83-938439-4-7.
- W rytmie Polski. Witold Rudziński – życie twórcy (1913–2004), Polskie Wydawnictwo Muzyczne, Kraków 2021, ISBN 978-83-224-5155-7.